# 잠잠의 샘

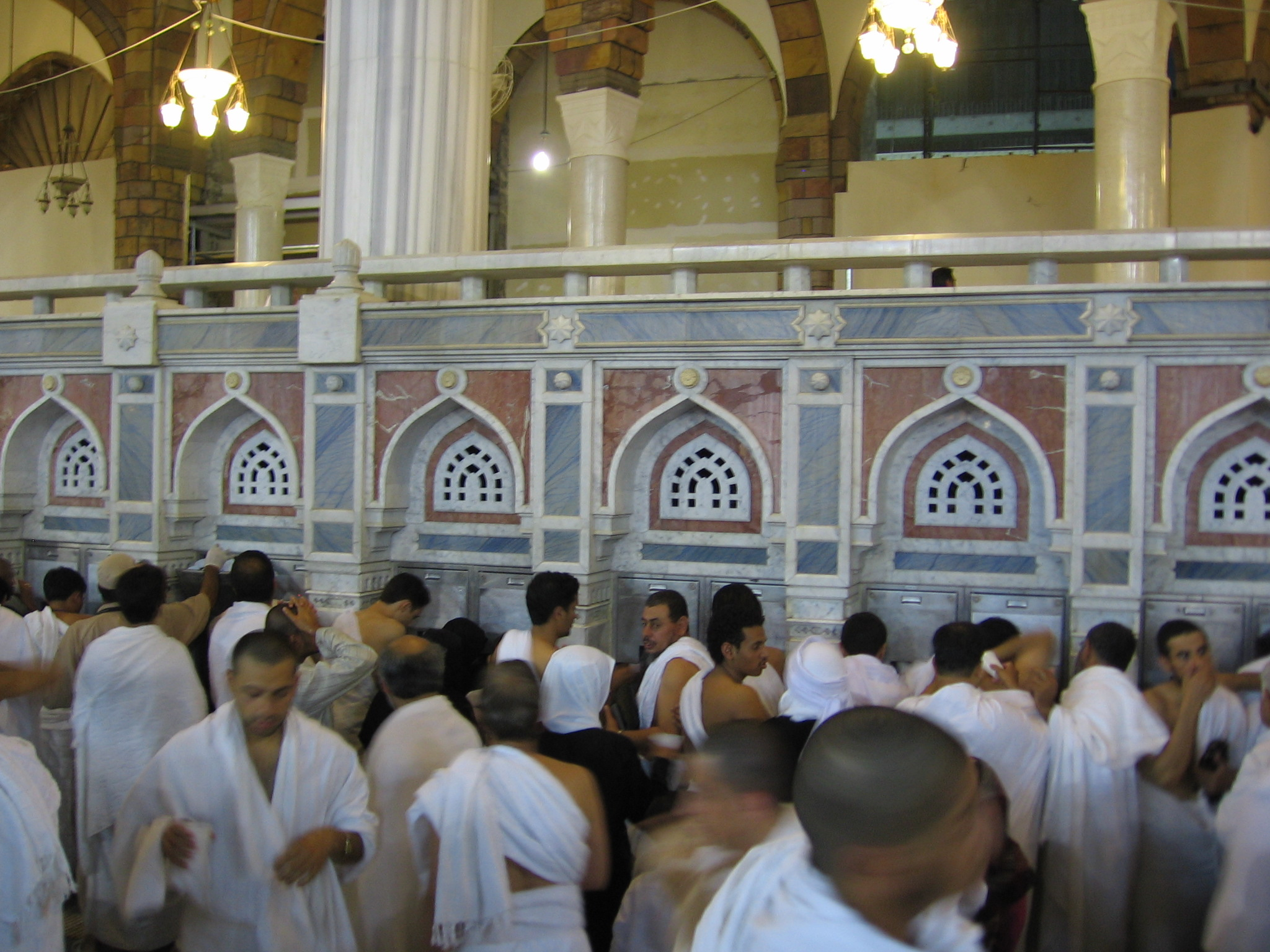
잠잠을 찾은 순례객들

잠잠(아랍어: زمزم)은 사우디 아라비아 메카의 마스지드 알하람에 위치한 샘이다. 기원전 2000년 경에 발견됐으며, 카바에서 동쪽으로 20m 정도 떨어져있다. 이슬람 전설에 의하면 잠잠은 수천년부터 신성한 샘으로 여겨졌으며, 갈증으로 죽어가던 이스마엘이 이 샘의 물을 마시고 살아났다고도 전해진다. 매년 하즈와 움라에 참여하는 수백만의 순례객들이 이 샘의 물을 먹기 위해 잠잠을 찾는다.